# Аланді
Аланді — місто і міська рада в дивізіоні Пуне, штат Махараштра, знаходиться на річці Індраяні.